# Mississippi State University

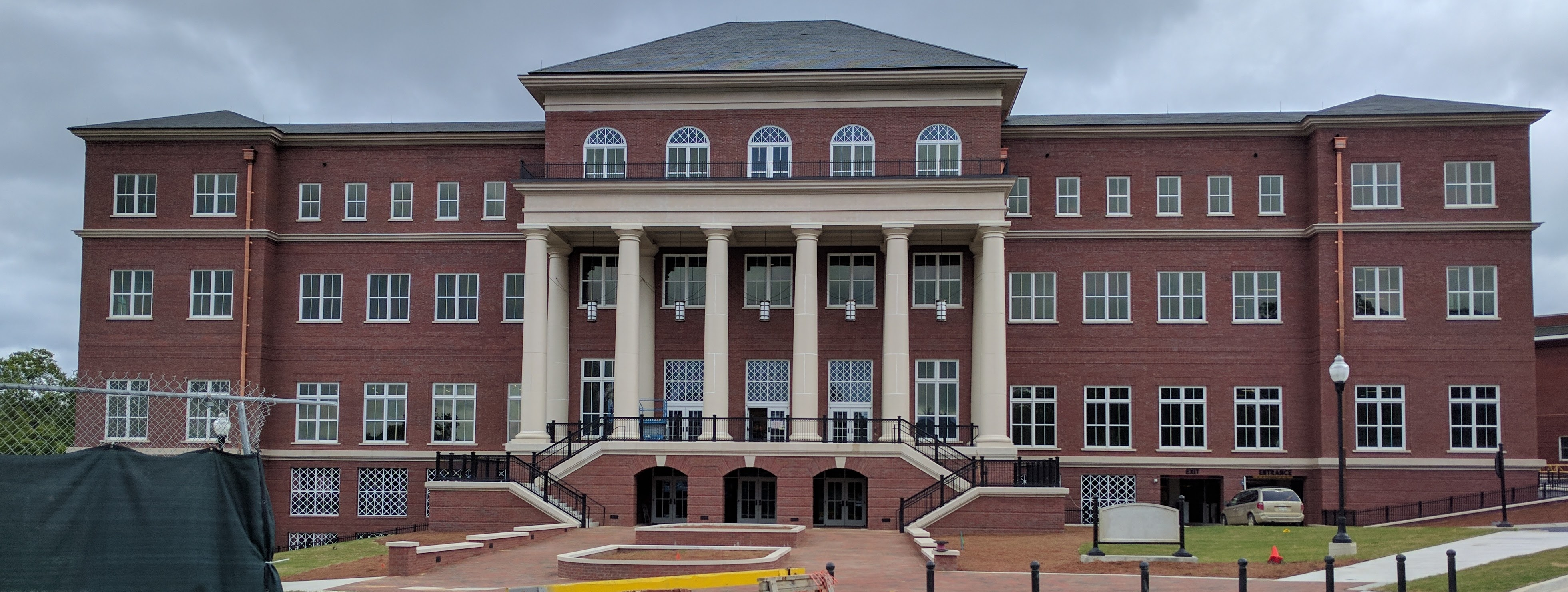
Altes akademisches Hauptgebäude der Mississippi State University

Die Mississippi State University (MSU) ist eine staatliche Universität in Starkville im Norden des US-Bundesstaates Mississippi.
Mit 22.226 Studenten (2019) ist sie neben der University of Mississippi und der University of Southern Mississippi die wichtigste Hochschule in Mississippi. Die Hochschule unterhält Außenstellen in Meridian und Vicksburg.

## Geschichte
Die Universität wurde am 28. Februar 1878 als The Agricultural and Mechanical College of the State of Mississippi (Mississippi A&M) gegründet. 1880 nahm sie die ersten Studenten auf. Mit der Verabschiedung des Hatch Act durch den Kongress im Jahr 1887 wurden der Universität Fördergelder zur Einrichtung einer landwirtschaftlichen Versuchsstation bereitgestellt. 1902 wurde die Ingenieursschule, 1903 die landwirtschaftliche Fakultät gegründet. Im Jahr 1932 änderte die Mississippi Legislature den Namen der Institution in Mississippi State College. 1936 wurde eine Graduate School eingerichtet und 1951 begann das College mit der Verleihung von Doktorgraden. Seit 1958 trägt die Mississippi State University nach einer weiteren Umbenennung durch die Legislature ihren heutigen Namen.

## Fakultäten
- Architektur, Kunst und Design
- Forstwirtschaft
- Ingenieurwissenschaften (James Worth Bagley College of Engineering)
- Künste und Wissenschaften
- Landwirtschaft
- Pädagogik
- Tiermedizin
- Wirtschaftswissenschaften
- Judy and Bobby Shackouls Honors College

## Sport
Die Sportmannschaften der MSU werden seit 1961 die Bulldogs genannt. Eine Zeit lang wurden neuer und alter Name (Maroons) parallel verwendet. Die Universität ist Mitglied der Southeastern Conference.

## Berühmte Absolventen
- Joe Fortunato (1930–2017) – American-Football-Spieler
- John Grisham (* 1955) – Schriftsteller
- Bailey Howell (* 1937) – Basketballspieler und Mitglied der Naismith Memorial Basketball Hall of Fame
- Joe Judge (* 1981) – American-Football-Trainer
- D. D. Lewis (* 1945) – American-Football-Spieler
- Dak Prescott (* 1993) – American-Football-Spieler
- Buck Showalter (* 1956) – Baseballspieler und -manager
- John C. Stennis (1901–1995) – ehemaliger Senator